# Шафарсько
Шафарсько (словен. Šafarsko) — поселення в общині Разкрижє, Помурський регіон, Словенія. Висота над рівнем моря: 190,7 м.